# Eupagia mosegata
Eupagia mosegata är en fjärilsart som beskrevs av Felder 1873. Eupagia mosegata ingår i släktet Eupagia och familjen mätare. Inga underarter finns listade i Catalogue of Life.